# العلاقات الغينية الماليزية
العلاقات الغينية الماليزية هي العلاقات الثنائية التي تجمع بين غينيا وماليزيا.

## مقارنة بين البلدين
هذه مقارنة عامة ومرجعية للدولتين:
| وجه المقارنة                                              | غينيا       | ماليزيا       |
| --------------------------------------------------------- | ----------- | ------------- |
| المساحة (كم2)                                             | 245.86 ألف  | 330.29 ألف    |
| عدد السكان (نسمة)                                         | 12.72 مليون | 31.62 مليون   |
| الكثافة السكانية (ن./كم²)                                 | 51.74       | 95.73         |
| العاصمة                                                   | كوناكري     | كوالالمبور    |
| اللغة الرسمية                                             | لغة فرنسية  | لغة ماليزية   |
| العملة                                                    | فرنك غيني   | رينغيت ماليزي |
| الناتج المحلي الإجمالي (بليون دولار)                      | 10.50 مليار | 314.50 مليار  |
| الناتج المحلي الإجمالي (تعادل القوة الشرائية) بليون دولار | 15.24 مليار | 817.43 مليار  |
| الناتج المحلي الإجمالي الاسمي للفرد دولار أمريكي          | 531         | 9.77 ألف      |
| الناتج المحلي الإجمالي للفرد دولار أمريكي                 | 1.22 ألف    | 25.64 ألف     |
| مؤشر التنمية البشرية                                      | 0.411       | 0.779         |
| رمز المكالمات الدولي                                      | +224        | +60           |
| رمز الإنترنت                                              | .gn         | .my           |
| المنطقة الزمنية                                           | 00          | ت ع م+08:00   |

## منظمات دولية مشتركة
يشترك البلدان في عضوية مجموعة من المنظمات الدولية، منها:
| علم المنظمة | اسم المنظمة                               | تاريخ انضمام غينيا | تاريخ انضمام ماليزيا |
| ----------- | ----------------------------------------- | ------------------ | -------------------- |
|             | مؤسسة التنمية الدولية                     | 26 سبتمبر 1969     | 24 سبتمبر 1960       |
|             | يونسكو                                    | 2 فبراير 1960      | 16 يونيو 1958        |
|             | وكالة ضمان الاستثمار متعدد الأطراف        | 5 أكتوبر 1995      | 6 ديسمبر 1991        |
|             | الأمم المتحدة                             | 12 ديسمبر 1958     | 17 سبتمبر 1957       |
|             | الفريق المعني برصد الأرض                  | ?                  | ?                    |
|             | الاتحاد البريدي العالمي                   | ?                  | ?                    |
|             | البنك الدولي للإنشاء والتعمير             | 28 سبتمبر 1963     | 7 مارس 1958          |
|             | منظمة التعاون الإسلامي                    | ?                  | ?                    |
|             | منظمة حظر الأسلحة الكيميائية              | ?                  | ?                    |
|             | مؤسسة التمويل الدولية                     | 22 أكتوبر 1982     | 20 مارس 1958         |
|             | المركز الدولي لتسوية المنازعات الاستشارية | 4 ديسمبر 1968      | 14 أكتوبر 1966       |
|             | منظمة التجارة العالمية                    | 25 أكتوبر 1995     | ?                    |
|             | منظمة الشرطة الجنائية الدولية             | ?                  | ?                    |

## وصلات خارجية
- موقع وزارة الخارجية الماليزية